# アントン・ポノマレフ
アントン・ポノマレフ（Anton Ponomarev、1988年10月31日 - ）は、カザフスタンのバスケットボール選手。209cm、88kg。ポジションはPF。BCアスタナ所属。

## 来歴
16歳でカザフスタンのA代表入りを果たし、2005年アジア選手権では、日本代表相手にスタメンで14点8リバウンドを叩き出し、2006年アジア大会でも活躍。
カザフスタンリーグでも名門のAstana Tigersでエースとしてチームを引っ張り、得点ランキングで上位に食い込む。
2007年アジア選手権ではカザフスタンのベスト4に貢献。
2014年アジア大会では11.4得点とチーム最多の9.3リバウンドを記録
2009年にはNBAのドラフト候補にも上げられていた,。